# Landtagswahl in Württemberg-Hohenzollern 1947
- KPD: 5
- SPD: 12
- FDP/DVP: 11
- CDU: 32

Aus der Landtagswahl in Württemberg-Hohenzollern vom 18. Mai 1947 ging die CDU mit einem Stimmenanteil von 54,2 Prozent als klarer Sieger hervor, die SPD erhielt 20,8 Prozent, die DVP 17,7 und die KPD 7,3 Prozent. Daraus ergab sich folgende Mandatsverteilung:
| Partei | Sitze    | Fraktionsvorsitzende |
| ------ | -------- | -------------------- |
| CDU    | 32 Sitze | Franz Gog            |
| SPD    | 12 Sitze | Oskar Kalbfell       |
| DVP    | 11 Sitze | Eduard Leuze         |
| KPD    | 05 Sitze | Wilfried Acker       |
| Gesamt | 60 Sitze |                      |

Zusätzlich waren mit Wilhelm Göttler und Josef Schmid zwei Abgeordnete aus dem bayerischen Landkreis Lindau im Landtag vertreten, weshalb die Gesamtzahl zunächst 62 betrug. Beide Abgeordnete gehörten der CDU an. Der Kreis Lindau gehörte als einziger bayerischer Landkreis zur französischen Besatzungszone und war deshalb verwaltungstechnisch Württemberg-Hohenzollern angegliedert. Mit dem Übergang der Vertretung des Kreises an Bayern am 19. Dezember 1950 schieden diese beiden Abgeordneten aus dem Landtag aus.